# Johann Friedrich Wilhelm Binder
Johann Friedrich Wilhelm Binder (* 30. Dezember 1857 in Mediasch; † 1. Dezember 1898 ebenda) war ein siebenbürgisch-sächsischer Politiker in Ungarn.

## Leben
Binder wurde 1857 als Sohn eines Postmeisters geboren und studierte nach dem Besuch des Gymnasiums in Mediasch Rechtswissenschaften der Universität in Wien. Dort wurde er 1875 Mitglied der Burschenschaft Silesia. Nach seinem Studium wurde er Direktor der Mediascher Sparkasse und Mitbegründer der Zeitschrift Weingau. 1892 wurde er von der Stadt Mediasch als Vertreter in die Sächsische Universität entsandt. 1896 wurde er Abgeordneter des Wahlbezirks Mediasch im Ungarischen Reichstag. Er starb im Alter von 40 Jahren an Tuberkulose. Sein ältester Sohn Wilhelm Binder (1885–1947) war von 1938 bis 1940 Bürgermeister von Mediaș.